# Кандрији (Тренто)
Кандрији је насеље у Италији у округу Тренто, региону Трентино-Јужни Тирол.
Према процени из 2011. у насељу је живело 52 становника. Насеље се налази на надморској висини од 983 м.